# Сан Ђорђо (Терамо)
Сан Ђорђо је насеље у Италији у округу Терамо, региону Абруцо.
Према процени из 2011. у насељу је живело 149 становника. Насеље се налази на надморској висини од 1111 м.